# Бел 407
Бел 407 (енгл. Bell 407) је амерички цивилни хеликоптер, настао на основу претходног модела Бел 206L-4 LongRanger. Овај модел користи четворокраки, „крути“ ротор умјесто уобичајеног двокраког ротора модела 206. Бел 407 се обично користи за прекоморски транспорт, амбулантне летове, полицијске патроле и за потребе снимања репортажа и филмова.

## Развој
Године 1993, компанија Бел је започела развој нове лаке летјелице, као замјену за серију производа модела 206. Развој је резултовао настанком модела 407, као еволуционарни корак напријед у односу на модел Бел  .
Модел Бел 206L-3 LongRanger је преиначен у облик модела 407 ради демонстрације концепта новог модела, и његов први лет у овом облику је био 27. априла 1994, а прави 407 је први пут јавно најављен на изложби хеликоптера у Лас Вегасу, јануара 1995. Прва пробна верзија је узлетјела у јуну 1995, а прва производна верзија је полетјела у новембру 1995. У фебруару 1996. су започете прве испоруке купцима.
Модел Бел 407 одликује главни ротор са четири крака, развијен за OH-58 (Модел 406). Кракови и носећи дио имају композитну структуру, немају рок трајања и пружају бољи рад и већи комфор при вожњи.
Кабина модела 407 је шира за 18 cm, и прозори кабине су за 35% већи. Моћнија турбо-осовина 250-C47 произвођача Ролс Ројс (Алисон) дозвољава већу носивост и боље функционише при високим температурама и на већим висинама.
Године 1995., компанија Бел је разматрала модел 407 са прекривеним репним ротором, али није наставила са том намјером.
Извјесно вријеме, компанија Бел је разматрала и развој модела 407T, као близанца за модел 407 (енгл. Twin), али умјесто тога су одлучили да развију потпуно нов модел Бел 427 на бази турбинског мотора PW206D.

### АРХ-70/Бел 417
Наоружани извиднички хеликоптер  се развија у оквиру Армије Сједињених Америчких Држава, на бази модела Бел 407.
Модел Бел 417 је био повећана варијанта Бела 407, који је у принципу био цивилна верзија модела АРХ-70. Модел 417 је први лет начинио 8. јуна, 2006.
Модел 417 би требало да буде оснажен турбо-осовинским мотором HTS900 произвођача Ханивел Аероспејс, који нуди 970 осовинских коњских снага и долази са FADEC контролама. У кабину ће моћи стати два члана посаде и пет путника
Цивилни модел 417 је отказан на изложби хеликоптера у Орланду, али ће се наставити са производњом модела 

## Варијанте
Бел 407Цивилни хеликоптер, настао на основу модела Бел 206L-4.
Бел АРХ-70Надограђена верзија модела 407 у облику наоружаног извиђачког хеликоптера.
Бел 417планирана верзија модела АРХ-70, али отказана.

## Спецификација (Бел 407)
Подаци са сајта Спецификација модела Бел 407.
- Посада: 1 пилот
- Капацитет: типичан распоред сједишта за седам особа (путника и пилота), са пет путника у главној кабини. Максимална носивост на куки 1.200 kg[1]
- Дужина: 12,7
- Пречник ротора: 10,67
- Висина: 3,56
- Површина: 89 m²
- Маса (празан): 1.210
- Капацитет (основни): 1.065 kg (у унутрашњости)
- Максималан капацитат: 2.722
- Мотор пропелера: Ролс Ројс (Алисон)
- Тип пропелера: турбо-осовински
- Број пропелера: 1
- Снага: 700 осовинских коњских снага (520 kW)
- Пропелер: четворокраки
- Максимална брзина: 260 km/h (140 чворова)
- Крстарећа брзина: 246 km/h (133 чвора)
- Опсег: 612
- Врхунац лета: 5.698